# Kirche der wahren orthodoxen Christen Griechenlands (Auxentios-Synode)
Die Kirche der wahren orthodoxen Christen Griechenlands (Auxentios-Synode) ist eine kleine altkalendarische
orthodoxe Kirche in Griechenland.

## Strukturen
Die Kirche besteht aus sieben Diözesen in Griechenland. Ihr Oberhaupt ist der Erzbischof von Athen und ganz Griechenland.
Die Kirche ist orthodox in ihrer Lehre, sie folgt dem byzantinischen Ritus und hat den Julianischen Kalender. 
Sie wird von anderen orthodoxen Kirchen nicht als kanonisch anerkannt.

## Geschichte
1985 verließ der Erzbischof Auxentios Pastras die Kirche der wahren orthodoxen Christen Griechenlands (Chrysostomos-Synode), die er seit 22 Jahren geleitet hatte, gemeinsam mit vier weiteren Bischöfen und gründete eine eigene Kirche der wahren orthodoxen Christen Griechenlands. 1986 schieden drei Bischöfe wieder aus der Kirche aus. 
In diesem Jahr schlossen sich 35 Geistliche aus den USA um das Verklärungskloster in Boston/Brooklyn der Kirche an, ebenso einige Gemeinden in Frankreich. 1988 wurde eine Eparchie Boston gebildet, 1989 eine Eparchie Lyon und 1991 eine Eparchie Toronto in Kanada. In jenem Jahr kamen auch einige Gemeinden aus der russischen Katakombenkirche dazu und bildeten bald darauf die Eparchie Kasan. 1994 wurde nach weiteren Übertritten von Priestern der Russischen Orthodoxen Kirche im Ausland das Exarchat Russland gebildet.
1996 weihte Erzbischof Maxim mit einem Bischof Demetrios, der angeblich zum Orthodoxen Patriarchat von Alexandrien gehörte, zehn neue Bischöfe. Nach dem plötzlichen Tod von Demetrios einige Tage später verließen die westlichen Eparchien die Kirche, kurz darauf auch die russischen Gemeinden. In Boston entstand die Heilige Orthodoxe Kirche von Nordamerika. 
2009 schlossen sich einige australische Gemeinden der Kirche der wahren Christen Griechenlands an und bildeten 2010 eine eigene Eparchie. 2011 verließen sie die Kirche wieder.